# Allotoca zacapuensis
Allotoca zacapuensis är en fiskart som beskrevs av Meyer, Radda och Domínguez-domínguez 2001. Allotoca zacapuensis ingår i släktet Allotoca och familjen Goodeidae. Inga underarter finns listade i Catalogue of Life.